# 11868 Kleinrichert
11868 Kleinrichert è un asteroide della fascia principale. Scoperto nel 1989, presenta un'orbita caratterizzata da un semiasse maggiore pari a 2,9792605 UA e da un'eccentricità di 0,1311624, inclinata di 9,20612° rispetto all'eclittica.